# Ford Fiesta ’89
Der Ford Fiesta ’89 ist die dritte Baureihe des Ford Fiesta, die ab März 1989 produziert wurde. Seit dieser Generation war der Kleinwagen auch mit fünf Türen, als Hochdachkombi Courier und als Calypso mit Faltdach erhältlich.

## Modellgeschichte
Der Fiesta ’89 (Typ GFJ) war völlig neu entwickelt und der erste Fiesta, der auch mit fünf Türen erhältlich war. Das neue Modell brachte viele technische Neuerungen mit sich. Vor allem das Fahrwerk wurde mit Dreiecksquerlenkern vorn und einer Verbundlenkerachse hinten verbessert. Auch dem Insassenschutz wurde mit einer stabileren Sicherheitszelle und Seitenaufprallschutz Rechnung getragen. Zudem waren Antiblockiersystem (ABS), Airbag, Klimaanlage und eine heizbare Frontscheibe erhältlich. In diesem Modell waren auch erstmals die neuen Zetec-Motoren mit 1,6 und 1,8 Litern Hubraum verfügbar.

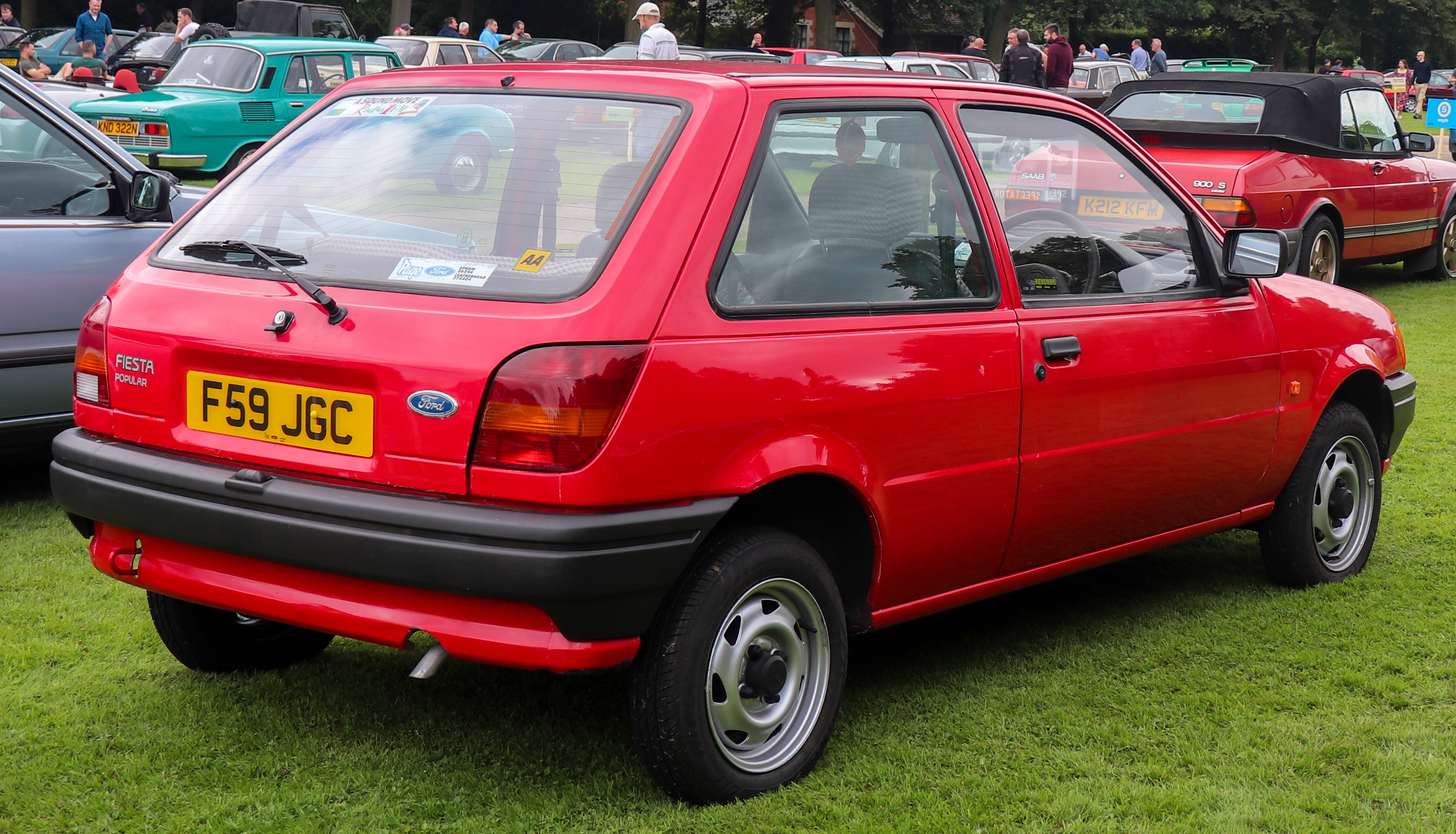
Ford Fiesta Dreitürer (1989–1994)
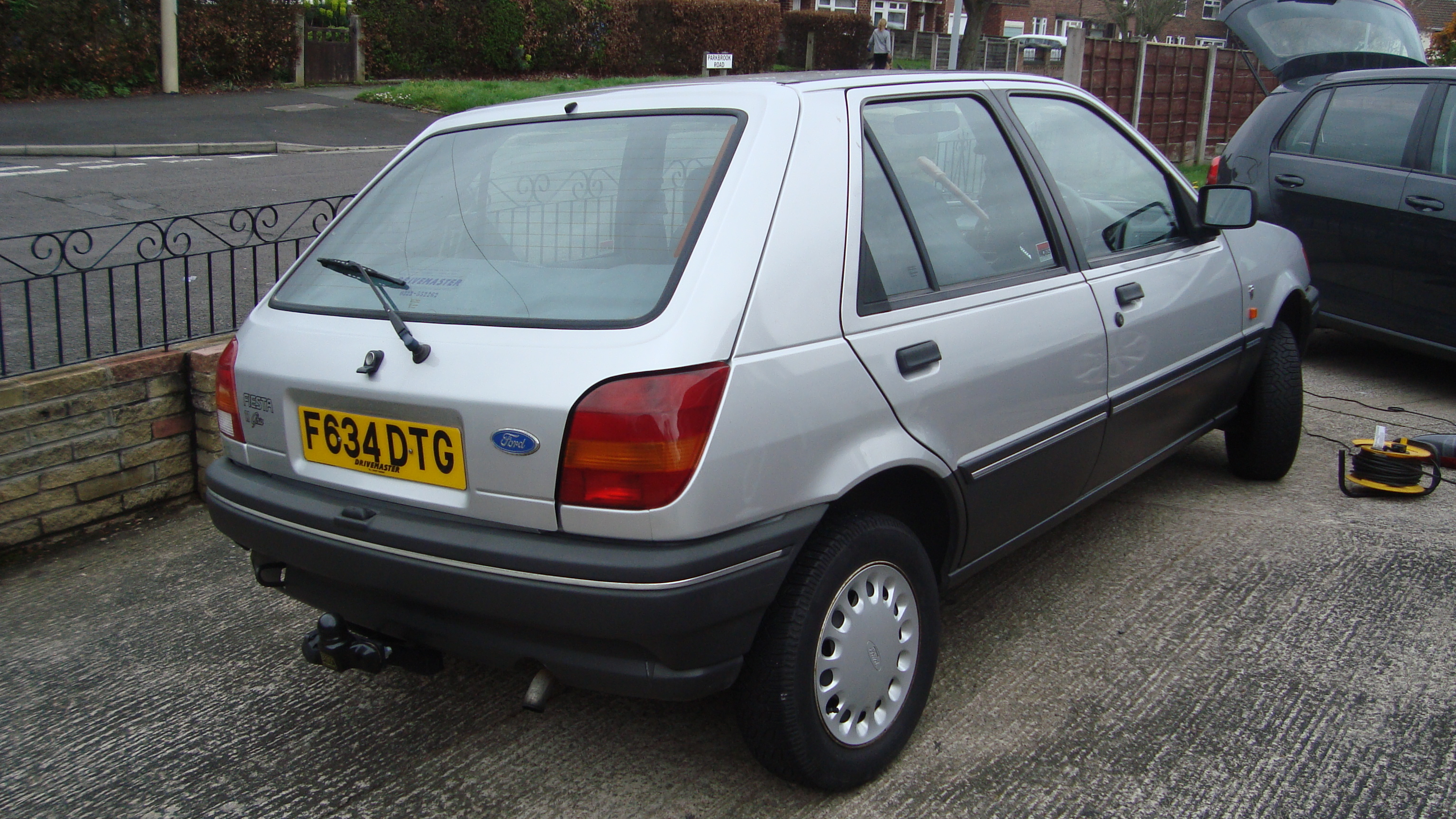
Ford Fiesta Fünftürer (1989–1994)
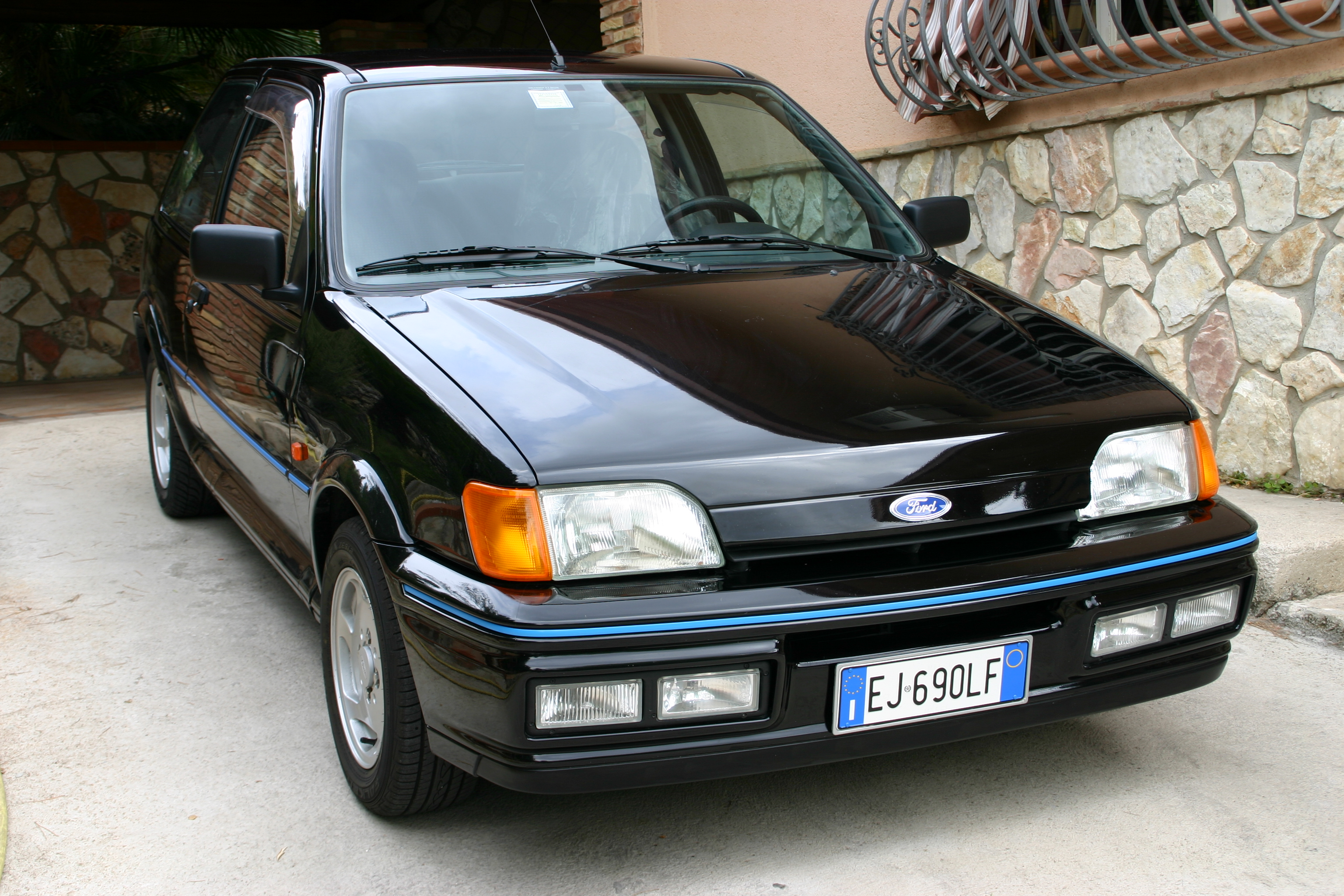
Ford Fiesta XR2i
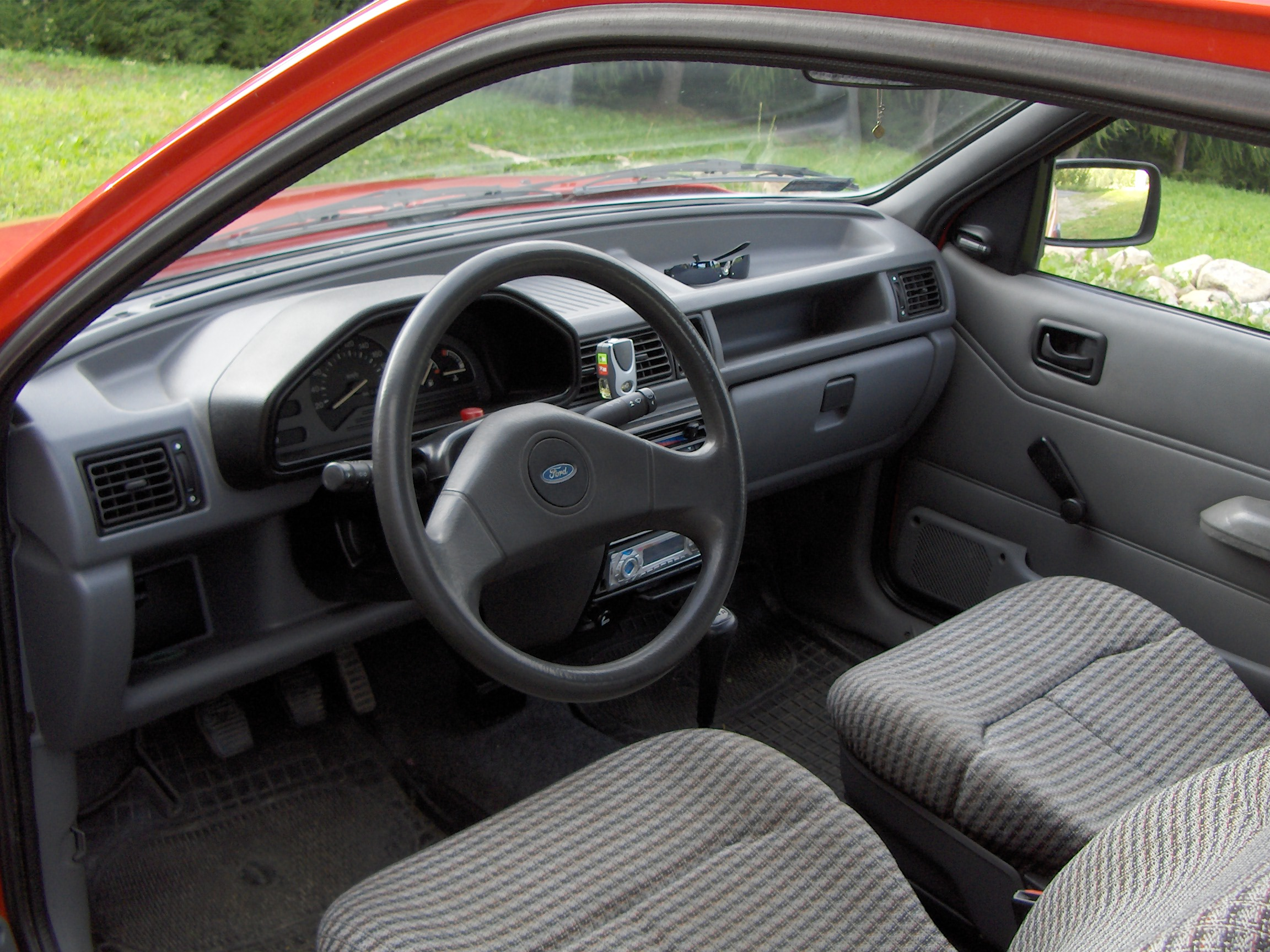
Armaturenbrett

### Modellpflege
Im Januar 1994 wurde am Fiesta eine Modellpflege durchgeführt. Außer Detailveränderungen (äußerlich die Seitenspiegel und Seitenblinker) wurden hauptsächlich technische und sicherheitsrelevante Bauteile wie Fahrer- und Beifahrer-Airbag, Seitenaufprallschutz und Gurtstraffer überarbeitet oder zusätzlich angeboten.
Nachdem im August 1995 die Produktion des Nachfolgers begonnen hatte, blieb der Fiesta ’89 noch bis Juni 1996 als „Fiesta Classic“ in der Modellpalette. Diese Fahrzeuge kamen ausschließlich aus dem spanischen Ford-Werk Almussafes bei Valencia und waren bis zur Einführung des Ford Ka als preisgünstiges Modell unterhalb des Fiesta ’96 positioniert.

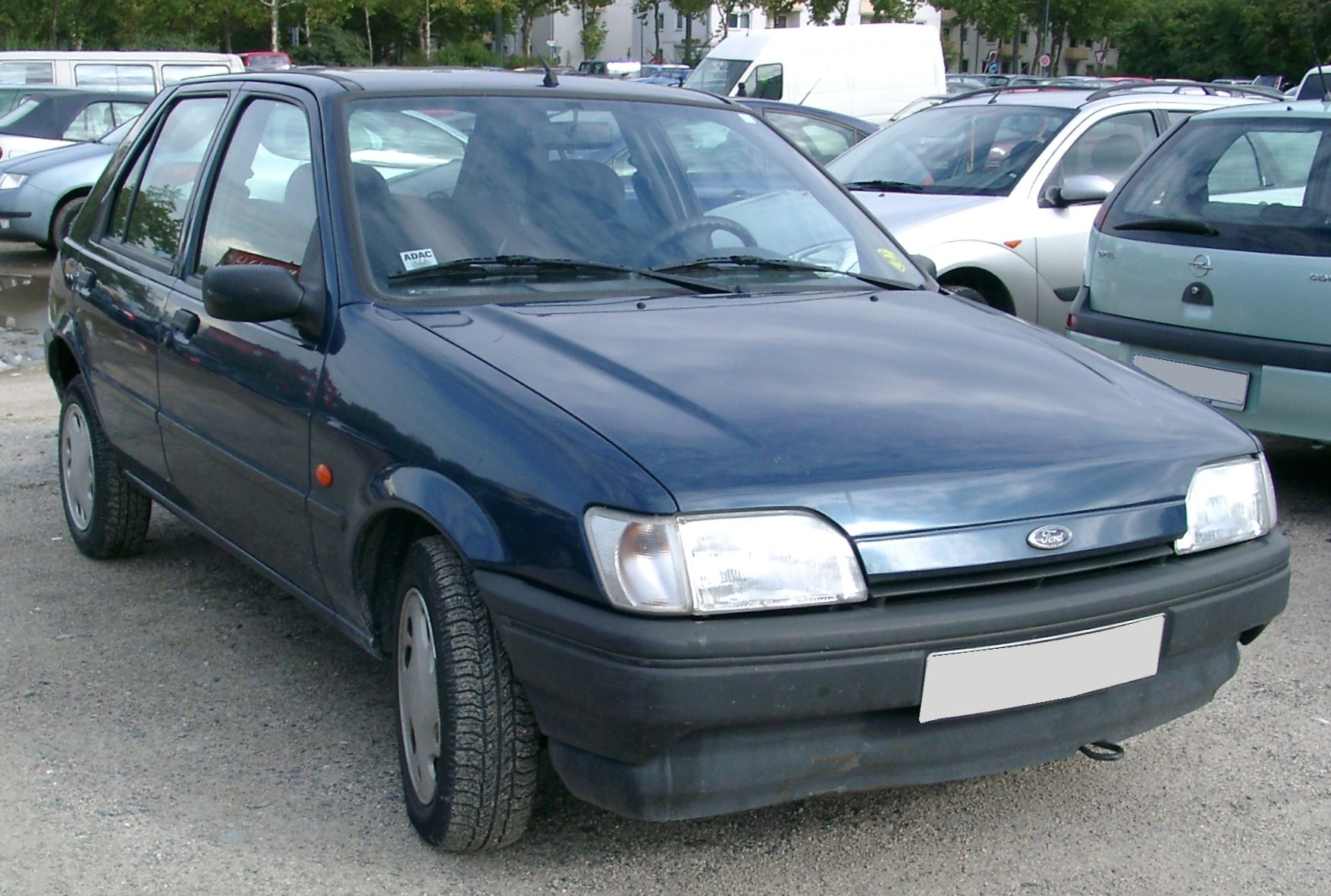
Ford Fiesta Fünftürer (1994–1996)
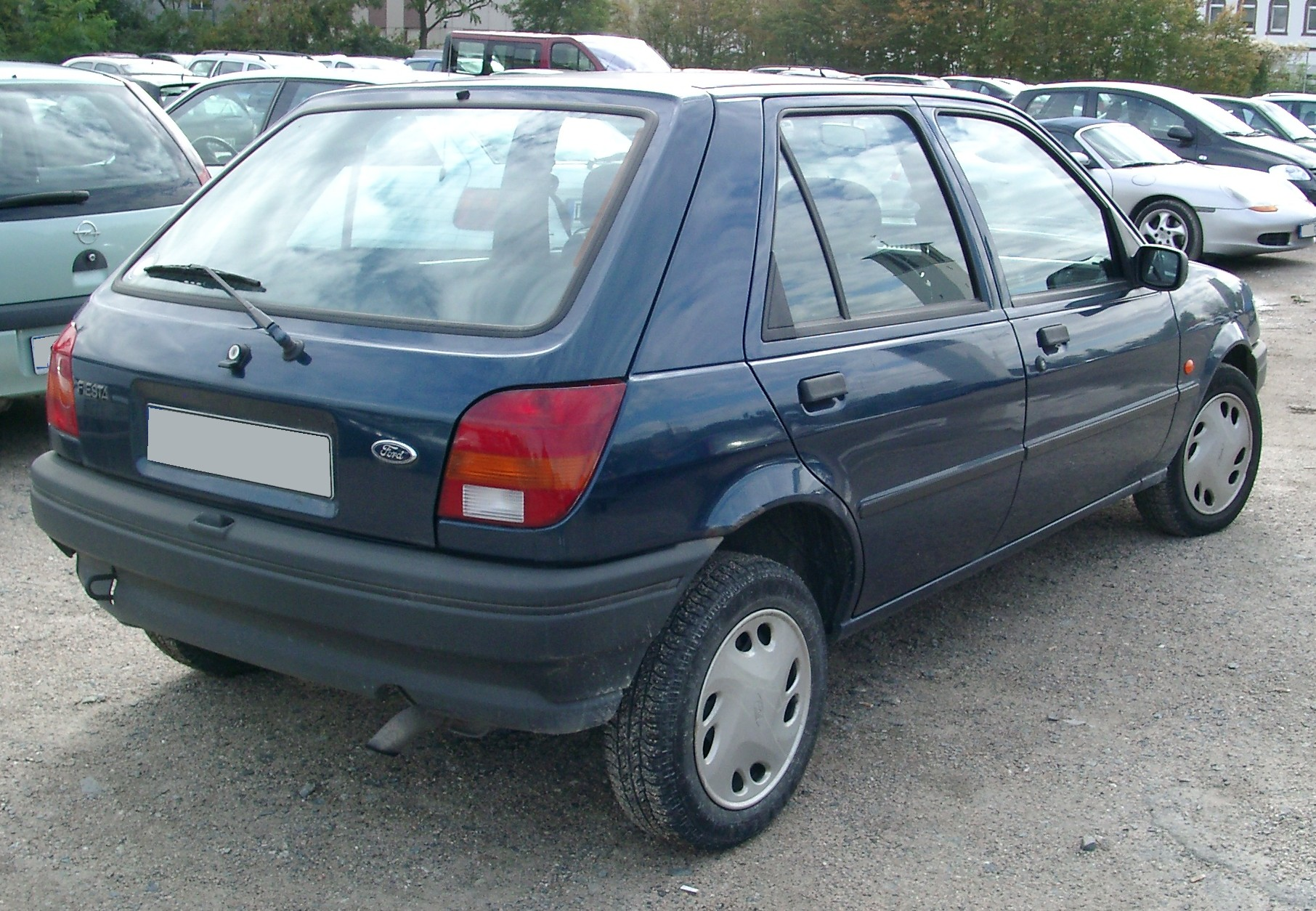
Heckansicht

### Ausstattungslinien
- Fiesta C
- Fiesta L
- Fiesta LX
- Fiesta CLX
- Fiesta Fun
- Fiesta Family

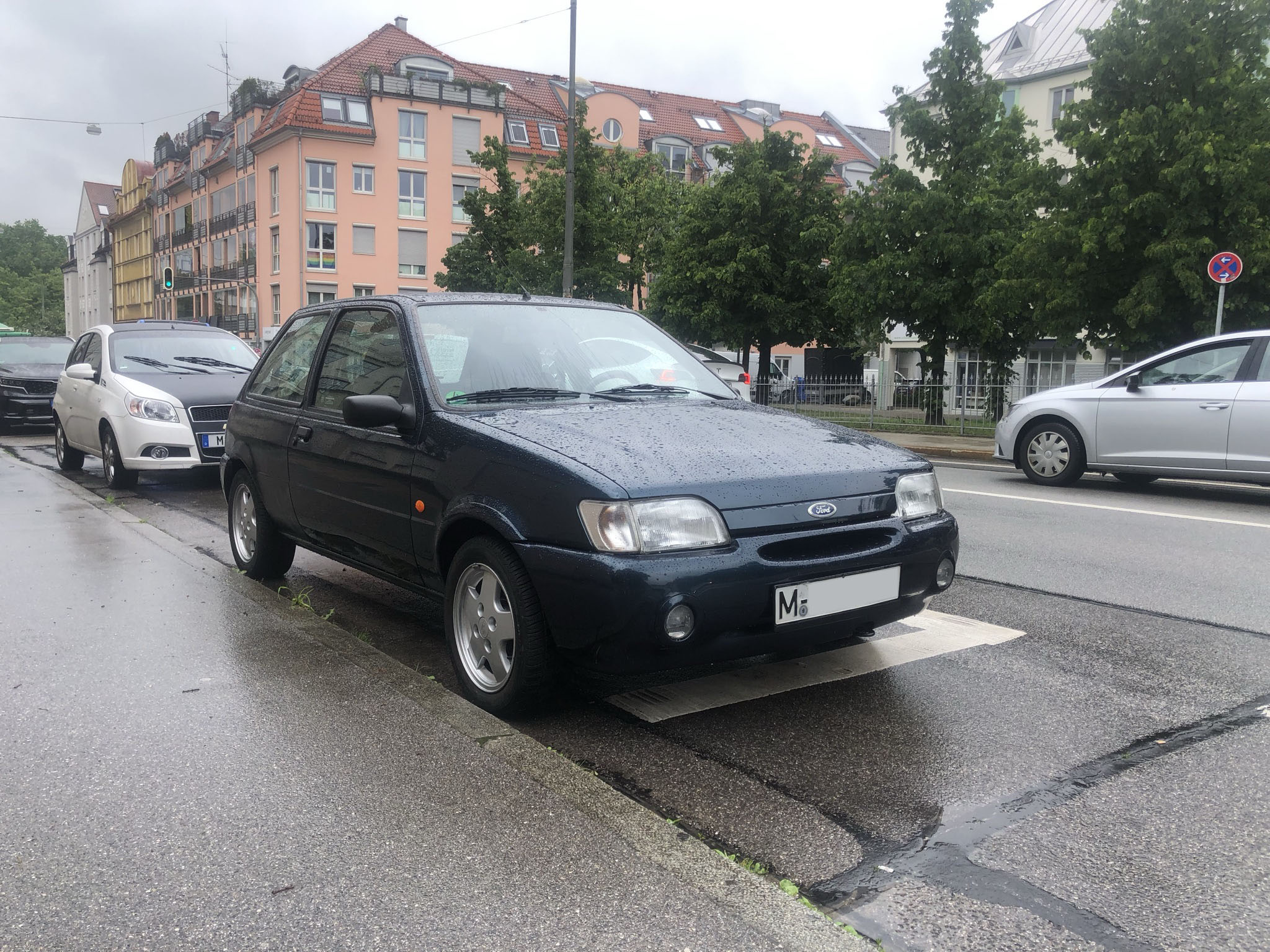
Fiesta Futura

- Der Fiesta Futura war ein sportliches Modell des Fiesta, das ausschließlich mit drei Türen und wahlweise mit dem 1,4-Liter-Motor mit 54 kW (73 PS) oder dem neuen 1,6-Liter-Zetec-16V-Motor mit 65 kW (88 PS) verfügbar war. Äußerlich unterschied sich der Futura durch eine in Wagenfarbe lackierte geänderte Frontstoßstange mit integrierten Nebelscheinwerfern und einen Dachspoiler. Breitere Reifen in der Dimension 185/55R14 gehörten ebenso zum serienmäßigen Lieferumfang wie eine Servolenkung, ein Sportfahrwerk, Metallic-Lackierung, Wärmeschutzverglasung, eine asymmetrisch teilbare Rücksitzlehne, Sportsitze vorn (bei der 1,6-Liter-Variante in hochwertigerer Ausführung), ein Drehzahlmesser und ein Leder-Sportlenkrad. Der Basispreis für den Futura betrug 1995 23.400 DM (ca. 12.000 EUR) mit 1,4-Liter-Motor bzw. 24.900 DM (ca. 12.700 EUR) mit 1,6-Liter-Motor.
- Der Fiesta XR2i war als Topmodell in Deutschland der direkte Nachfolger des im Frühjahr 1984 erschienenen Fiesta XR2 und bereits ab August 1989 verfügbar. Das neue Modell war wieder komplett verspoilert, diesmal wurden die Kunststoffteile jedoch in Wagenfarbe lackiert. In der wuchtigen vorderen Stoßstange waren vier rechteckige Zusatzscheinwerfer (zwei Nebelscheinwerfer und zwei Fernscheinwerfer) untergebracht. Der CVH-Motor mit 1,6 Liter Hubraum wurde mit einer elektronischen Multi-Point-Einspritzanlage von Ford (EFI = electronic fuel injection) und geregeltem Katalysator ausgerüstet und leistete 76 kW (103 PS). In anderen Märkten war das Fahrzeug auch ohne Katalysator verfügbar, der Motor leistete dann 81 kW (110 PS). Um dieses Fahrzeug von der späteren Variante mit 16 Ventilen zu unterscheiden, wird es oft als XR2i 8V bezeichnet.

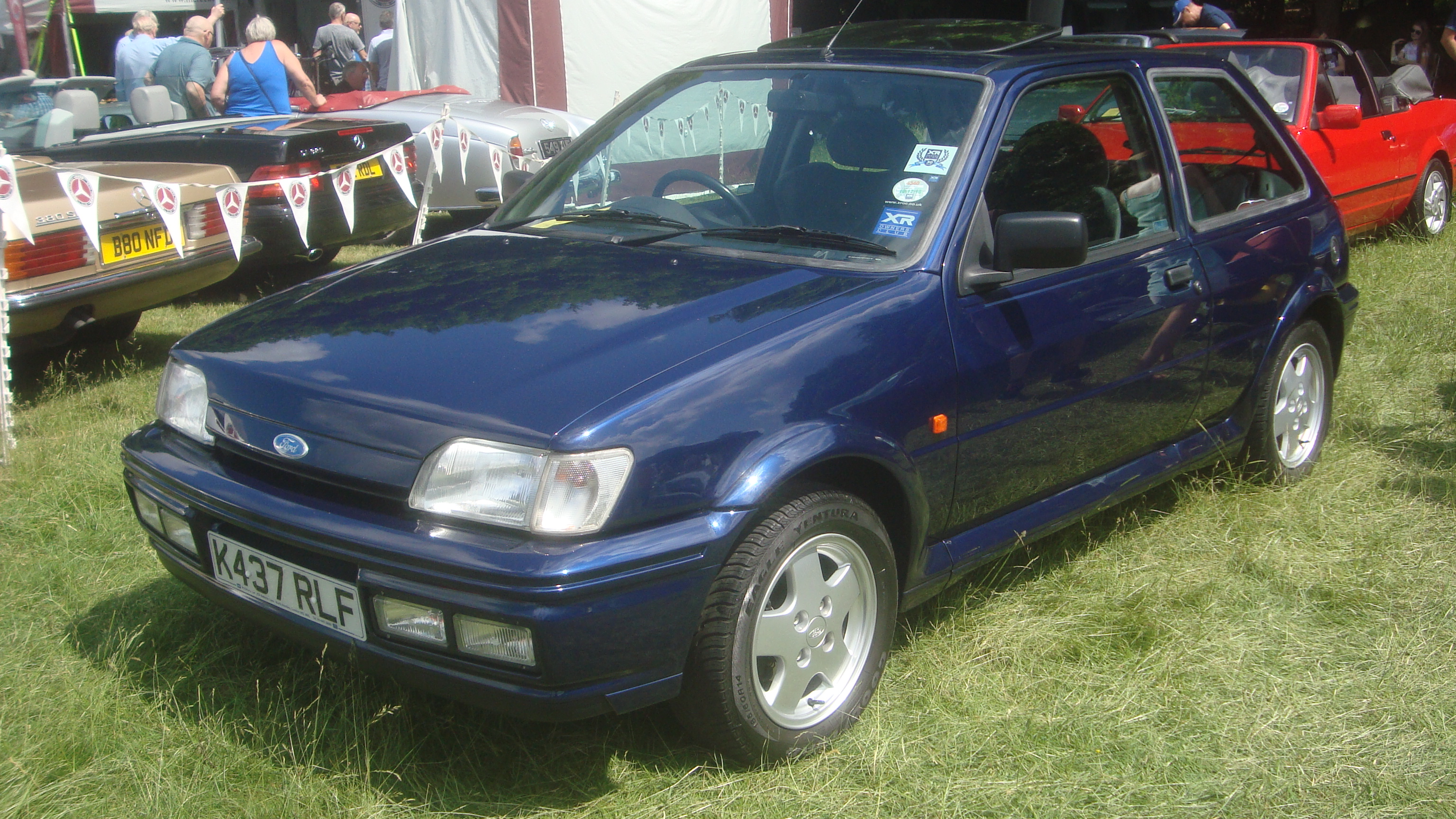
Fiesta XR2i 16V (1993, UK)

- Der Fiesta S war ein weniger auffälliges sportliches Modell. Anfangs war das Fahrzeug noch mit einem CVH-Motor mit 1,4 Liter Hubraum ausgerüstet und leistete 52 kW (71 PS) mit bzw. 54 kW (73 PS) ohne geregelten Katalysator. Mit Einführung des neuen Zetecmotors erhielt der Fiesta S diesen Motor mit 1,8 Liter Hubraum und 16 Ventilen, der 77 kW (105 PS) leistete und bei ähnlicher Höchstgeschwindigkeit dank dem höheren Drehmoment und einer kürzeren Getriebeübersetzung besser als der XR2i beschleunigte. Im Vereinigten Königreich wurde der Fiesta S mit dem Zetec-Motor als XR2i 16V vermarktet. Dieses Fahrzeug ersetzte dort den XR2i mit dem CVH-Motor und wurde deshalb auch mit Stoßstangen und den Verbreiterungen des XR2i verkauft.
- Der Fiesta XR2i 16V wurde mit dem stärksten Serienmotor dieser Baureihe in Deutschland ausgeliefert. Der Zetec-Motor hatte wie im Fiesta S 1,8 Liter Hubraum, dank anderer Nockenwellen, einer größeren Drosselklappe und einem anderen Motorsteuergerät leistete das Fahrzeug 96 kW (130 PS). Die Innenausstattung des XR2i 16V unterschied sich in geringen Details wie den Sitzen und der Polsterfarbe von der des ersten XR2i. Da der Fiesta S im Vereinigten Königreich bereits den Platz des XR2i 16V belegte, wurde das Fahrzeug mit 96 kW dort ab 1992 als RS1800 vertrieben. Der RS1800 hatte eine in Wagenfarbe lackierte Heckabrißkante, 14-Zoll-Aluminiumräder im Doppelspeichen-Design und Recaro-Sitze serienmäßig.
- Der Fiesta RS Turbo wurde bis Mai 1992 in einigen europäischen Ländern (hauptsächlich Vereinigtes Königreich, Benelux, Italien und Frankreich) angeboten. Dieser war mit dem aus dem Ford Escort bekannten, 1,6-Liter-Turbomotor ohne Katalysator mit 98 kW ausgestattet. Für den Fiesta wurde der Motor mit dem kleineren T2-Turbolader von Garrett und einer elektronischen Einspritzanlage ausgerüstet. Die Frontstoßstange ist gegenüber der des XR2i leicht verändert, sie hat keinen Kühlergrill, um den Luftfluss zu verbessern und einen Ausschnitt für den Kühlerlüfter. Das Fahrzeug hat grüne statt blaue Zierstreifen und eine Tachoanzeige bis 240 km/h statt 220 km/h. In Deutschland, Österreich und der Schweiz wurde das Modell jedoch nie angeboten, da dort zu dieser Zeit Katalysatoren bei Neuwagen zwingend vorgeschrieben waren oder diese Vorschrift bald eingeführt werden sollte.[2][3]

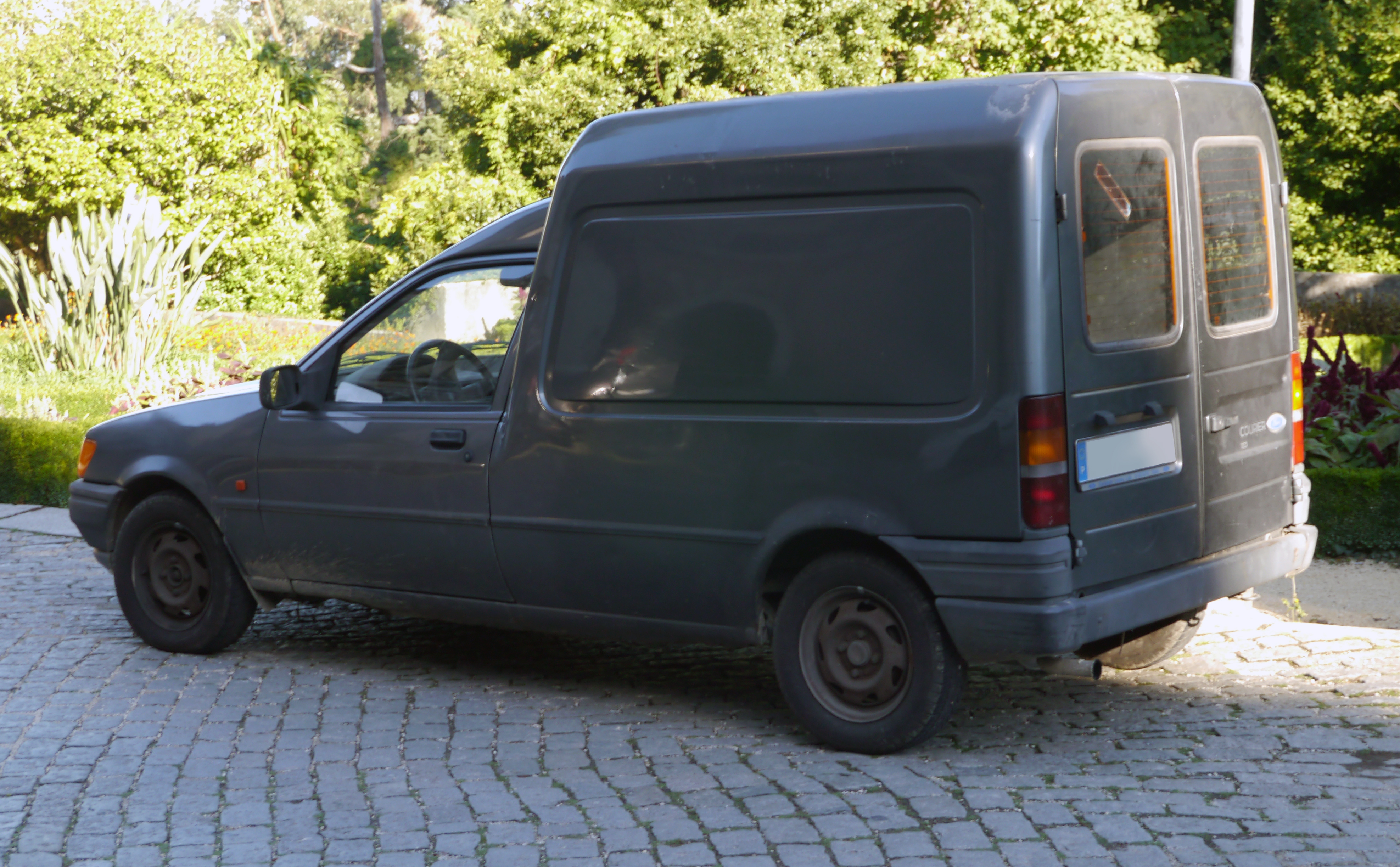
Fiesta Courier

- Der Fiesta Courier war ein Hochdachlieferwagen und rundete das Angebot des Kleinlieferwagen für Handwerksbetriebe und Dienstleister ab. Das Fahrzeug wurde als Lastkraftwagen oder als Personenkraftwagen mit hinterer Sitzbank angeboten.
- Der Fiesta Kleinlieferwagen hatte wie seine Vorgänger eine ebene Ladefläche und keine hintere Seitenscheiben, auch eine Rücksitzbank fehlte.
- Der Fiesta Calypso hatte ein Faltdach, das fast die ganze Fläche des Daches einnahm. Es wurde in zwei Versionen angeboten: entweder per Hand oder elektrisch zu öffnen.
- Der Fiesta Ghia wurde nur in einigen Märkten wie Großbritannien und Italien angeboten. Erkennbar war er an den schwarz lackierten Flächen unterhalb der Seitenleiste und der Stoßstangen.

### Sondermodelle
- Fiesta Champ
- Fiesta Chianti
- Fiesta Magic
- Fiesta Fancy
- Fiesta Sound I + II
- Fiesta Calypso (Faltschiebdach)

## Technik

### Karosserie
Die selbsttragende Karosserie der dritten Baureihe ist weiterhin aus Stahlblech, wurde für dieses Modell jedoch neu entwickelt. Dieser Fiesta war als Drei- und als Fünftürer erhältlich sowie als Hochdachlieferwagen Courier. Die Motorhaube öffnete nun, wie bei fast allen Fahrzeugen dieser Zeit, nach hinten. Im Gegensatz zur vorherigen Baureihe hat der Fiesta ’89 einen zusätzlichen Seitenaufprallschutz. Die Karosserie wird mit einem PVC-Unterbodenschutz in den Radhäusern, Hohlraumschutz im Bereich der Türen und Seitenschweller, Steinschlagschutz außen am Frontblech, an den Seitenschwellern, den Radlaufkanten und im unten an den Türen sowie Wachs unter dem kompletten Bodenblech vor Korrosion geschützt.

### Fahrwerk

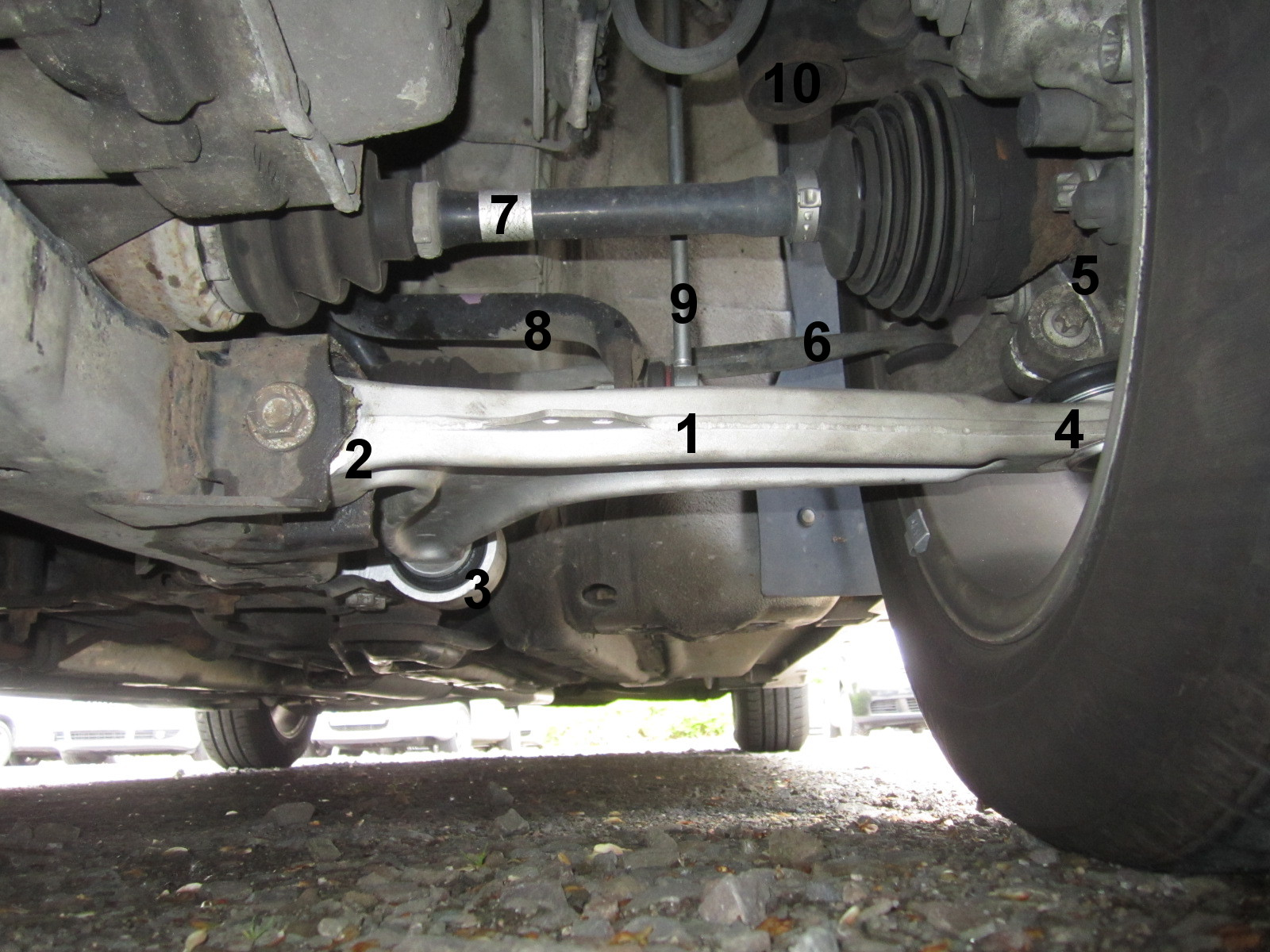
Vorderachse ähnlich der des Fiesta ’89

Wie auch die sichtbaren Karosserieteile sind Bodengruppe und Fahrwerk des Fiesta ’89 völlig neu entwickelt.
Die Dreiecksquerlenker der Vorderachse sind nun einteilig, abhängig von Baujahr und Motorisierung ist ein Stabilisator eingebaut. Für die obere Radführung, Federung und Dämpfung werden weiterhin die in dieser Fahrzeugklasse üblichen MacPherson-Federbeine verwendet. Die Zahnstangenlenkung mit Sicherheitslenksäule ist nun ausstattungs- und baujahrabhängig mit einer Servounterstützung verfügbar.
Als Hinterachse ist statt einer an Längslenkern, den Stoßdämpfern und einem Panhardstab geführte Starrachse eine Verbundlenkerachse mit Federbeinen eingebaut.
Die Modelle Fiesta S, Fiesta XR2i (16V) sowie Fiesta RS Turbo sind tiefergelegt und mit einem sportlicher abgestimmten Fahrwerk ausgestattet.

### Bremssystem
Alle Fiesta ’89 sind mit einem diagonal geteilten Zweikreis-Bremssystem und einem pneumatischen Bremskraftverstärker ausgerüstet. An der Vorderachse sind Scheibenbremsen mit schwimmend gelagerten Bremssätteln eingebaut, bei den 16V-, XR- und RS-Modellen sowie den Fahrzeugen mit ABS sind die Scheiben innenbelüftet. An der Hinterachse gibt es Trommelbremsen, auf die auch die Feststellbremse wirkt. Ein Antiblockiersystem ist auf Wunsch erhältlich; in einigen Ausstattungsvarianten ist es serienmäßig.

### Antrieb

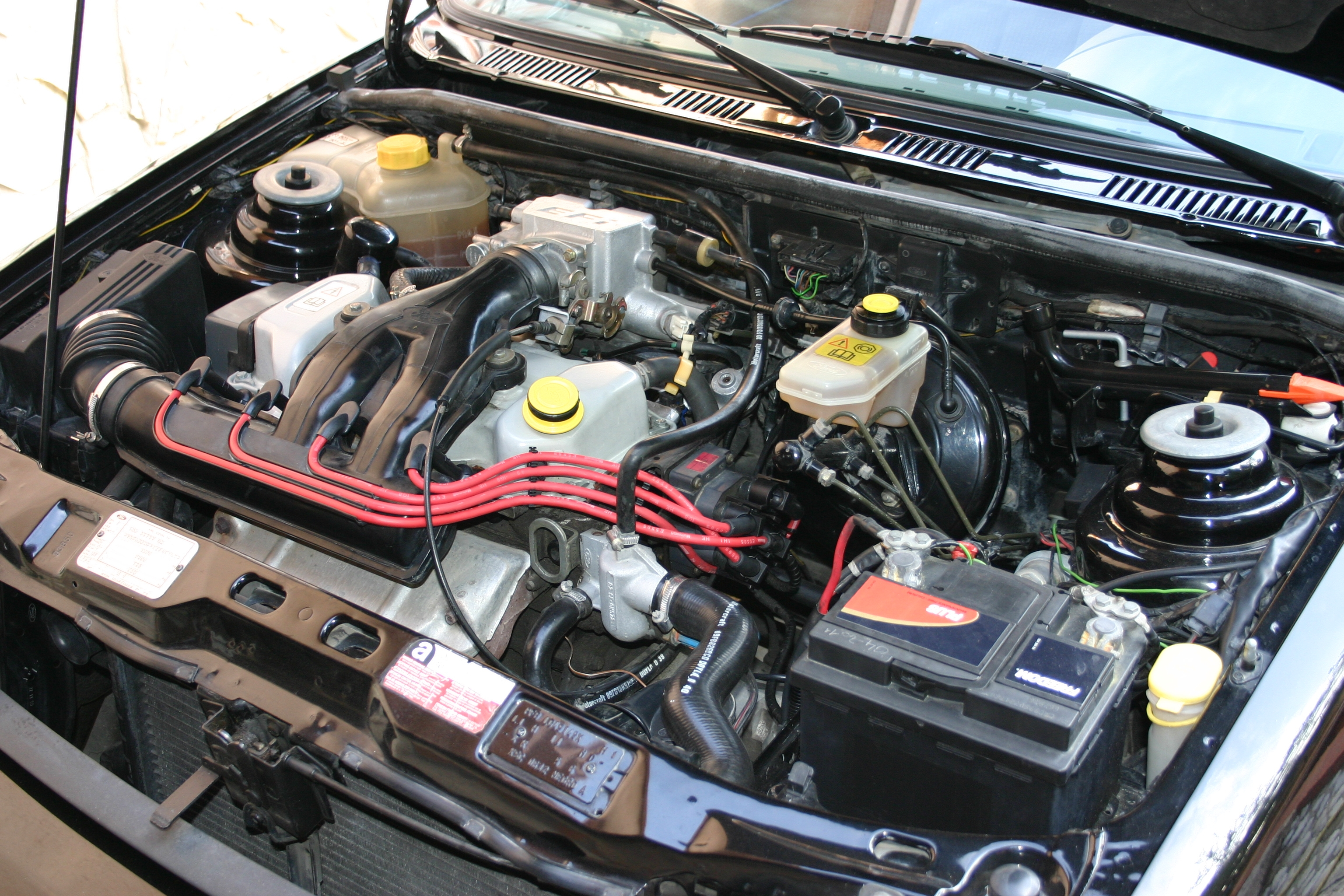
CVH-Motor eines Fiesta XR2i 8V

Alle Motoren und Getriebe des Fiesta sind quer eingebaut und treiben die Vorderräder an. Die „Kent“-Motoren des Vorgängers mit ihrer seitlichen Nockenwelle wurden weiterentwickelt, hießen nun HCS (high compression swirl; hochverdichtet/verwirbelt) und bildeten mit 1,0; 1,1 und 1,3 Liter Hubraum die am weitesten verbreitete Motorisierung des neuen Fiesta. Die 1,4 und 1,6-Liter-CVH-Motoren waren weiterhin verfügbar, ab 1992 standen auch die neuen Zetec 16V-Motoren mit 1,6 und 1,8 Liter Hubraum zur Wahl. Der 1,8-Liter-Dieselmotor hat wie der Motor des Fiesta ’84 eine obenliegende Nockenwelle, ist jedoch ansonsten völlig neu entwickelt. Vereinzelt wurden in den Anfangsjahren noch Vierganggetriebe für die kleinsten Motorisierungen angeboten, es wurden aber überwiegend die mechanisch betätigten Fünfganggetriebe vom Typ BC mit einer ebenfalls mechanisch betätigten Kupplung verwendet. Auf Wunsch war für kleinere Motorisierungen ein stufenloses Getriebe verfügbar.

### Gemischaufbereitung und Zündung
Mit Einführung der Pflicht für Katalysatoren bei Neuwagen verschwanden die Vergaser, der Fiesta ’89 war daher fast ausschließlich mit Einspritzanlagen erhältlich. In den ersten Jahren der Produktion wurden zwar auch in Deutschland noch einige Fahrzeuge mit Vergasern und ohne Katalysator verkauft, manche Fahrzeuge ohne Katalysator wie zum Beispiel der Fiesta RS Turbo gab es in Deutschland ab Werk nicht zu kaufen. Außer Einfach- und Doppelvergasern des Herstellers Weber gab es ausschließlich von Ford entwickelte elektronisch gesteuerte Benzineinspritzanlagen (EFI = electronic fuel injection) vom Typ EEC-IV mit geregeltem Katalysator. Die 1,1-; 1,3- und 1,4-Liter-Motoren haben eine Zentraleinspritzung, XR2i- und 16V-Motoren eine Mehrpunkteinspritzung. Der Fiesta Diesel ist mit einer Wirbelkammereinspritzung versehen.
Einige der Ottomotoren mit Vergaser sind noch mit einem herkömmlichen Zündverteiler mit kontaktloser Zündung ausgestattet. Die anderen Fahrzeuge, insbesondere die Fahrzeuge mit Benzineinspritzanlage und geregeltem Katalysator, haben ruhende elektronische Zündanlagen mit zwei Zündspulen (Wasted Spark), die je nach System direkt in die Einspritzanlage integriert ist oder als eigenständiges EDIS-System arbeitet.

### Elektrische Anlage und Beleuchtung
Die elektrische Anlage des Fiesta arbeitet mit 12 Volt. Es gibt je nach Motorisierung unterschiedliche Drehstromlichtmaschinen mit bis zu 70 Ampere. Die Hauptscheinwerfer sind mit H4-Halogenlampen ausgerüstet, die optionalen runden Zusatzscheinwerfer mit Leuchtmitteln vom Typ H1, die Zusatzscheinwerfer der XR- und RS-Modelle mit H1 und H3.

### Technische Daten

#### OHV- und CVH-Motoren
|                                  | 1.1 | 1.1i | 1.3i | 1.4                                                                                  | 1.4i                                                                                 | 1.4i                                                                                 | XR2i 1                                                                               | RS Turbo 2                                                                           |
| -------------------------------- | --- | --- | --- | ------------------------------------------------------------------------------------ | ------------------------------------------------------------------------------------ | ------------------------------------------------------------------------------------ | ------------------------------------------------------------------------------------ | ------------------------------------------------------------------------------------ |
| Bauzeitraum:                     | 02/1989–03/1990                                                                                                  | 03/1989–08/1996                                                                                                  | 05/1991–08/1996                                                                                                  | 02/1989–03/1990                                                                      | 02/1989–12/1992                                                                      | 01/1994–07/1995                                                                      | 04/1989–12/1993                                                                      | 04/1989–05/1992                                                                      |
| Motor:                           | 4-Zylinder-Reihenmotor (Viertakt)                                                                                | 4-Zylinder-Reihenmotor (Viertakt)                                                                                | 4-Zylinder-Reihenmotor (Viertakt)                                                                                | 4-Zylinder-Reihenmotor (Viertakt)                                                    | 4-Zylinder-Reihenmotor (Viertakt)                                                    | 4-Zylinder-Reihenmotor (Viertakt)                                                    | 4-Zylinder-Reihenmotor (Viertakt)                                                    | 4-Zylinder-Reihenmotor (Viertakt)                                                    |
| Motortyp:                        | HCS | HCS | HCS | CVH                                                                                  | CVH                                                                                  | CVH                                                                                  | CVH                                                                                  | CVH                                                                                  |
| Hubraum:                         | 1119 cm³ | 1119 cm³ | 1299 cm³ | 1392 cm³                                                                             | 1392 cm³                                                                             | 1392 cm³                                                                             | 1598 cm³                                                                             | 1598 cm³                                                                             |
| Bohrung × Hub:                   | 68,7 × 75,5 mm                                                                                                   | 68,7 × 75,5 mm                                                                                                   | 74 × 75,5 mm | 77,2 × 74,3 mm                                                                       | 77,2 × 74,3 mm                                                                       | 77,2 × 74,3 mm                                                                       | 80 × 79,5 mm                                                                         | 80 × 79,5 mm                                                                         |
| Leistung bei 1/min:              | 40 kW (54 PS) 5200                                                                                               | 37 kW (50 PS) 5200                                                                                               | 44 kW (60 PS) 5000                                                                                               | 52 kW (71 PS) 5500                                                                   | 54 kW (73 PS) 5500                                                                   | 54 kW (73 PS) 5100                                                                   | 76 kW (103 PS) 6000                                                                  | 98 kW (133 PS) 5500                                                                  |
| Max. Drehmoment bei 1/min:       | 86 Nm 2700 | 83 Nm 3000 | 101 Nm 2500 | 103 Nm 4000                                                                          | 108 Nm 4000                                                                          | 106 Nm 2750                                                                          | 135 Nm 2800                                                                          | 180 Nm 2400                                                                          |
| Gemischaufbereitung:             | Registervergaser                                                                                                 | Elektronische Zentraleinspritzung                                                                                | Elektronische Zentraleinspritzung                                                                                | Registervergaser                                                                     | Zentraleinspritzung                                                                  | Multi-Point-Einspritzung                                                             | Multi-Point-Einspritzung                                                             | Multi-Point-Einspritzung, Garrett T2 Turbolader                                      |
| Ventilsteuerung:                 | OHV (Steuerkette, Nockenwelle im Motorblock, mechanische Ventilstößel, Stoßstangen, Kipphebel, hängende Ventile) | OHV (Steuerkette, Nockenwelle im Motorblock, mechanische Ventilstößel, Stoßstangen, Kipphebel, hängende Ventile) | OHV (Steuerkette, Nockenwelle im Motorblock, mechanische Ventilstößel, Stoßstangen, Kipphebel, hängende Ventile) | CVH (Zahnriemen, obenliegende Nockenwelle, Hydrostößel, Kipphebel, hängende Ventile) | CVH (Zahnriemen, obenliegende Nockenwelle, Hydrostößel, Kipphebel, hängende Ventile) | CVH (Zahnriemen, obenliegende Nockenwelle, Hydrostößel, Kipphebel, hängende Ventile) | CVH (Zahnriemen, obenliegende Nockenwelle, Hydrostößel, Kipphebel, hängende Ventile) | CVH (Zahnriemen, obenliegende Nockenwelle, Hydrostößel, Kipphebel, hängende Ventile) |
| Kühlung:                         | Wasserkühlung | Wasserkühlung | Wasserkühlung | Wasserkühlung                                                                        | Wasserkühlung                                                                        | Wasserkühlung                                                                        | Wasserkühlung                                                                        | Wasserkühlung                                                                        |
| Getriebe:                        | 4-Gang-Getriebe (Wahlweise auch mit 5-Gang-Getriebe)                                                             | 5-Gang-Getriebe (1,1i und 1,3i wahlweise mit stufenloser CTX-Automatik)                                          | 5-Gang-Getriebe (1,1i und 1,3i wahlweise mit stufenloser CTX-Automatik)                                          | 5-Gang-Getriebe (1,1i und 1,3i wahlweise mit stufenloser CTX-Automatik)              | 5-Gang-Getriebe (1,1i und 1,3i wahlweise mit stufenloser CTX-Automatik)              | 5-Gang-Getriebe (1,1i und 1,3i wahlweise mit stufenloser CTX-Automatik)              | 5-Gang-Getriebe (1,1i und 1,3i wahlweise mit stufenloser CTX-Automatik)              | 5-Gang-Getriebe (1,1i und 1,3i wahlweise mit stufenloser CTX-Automatik)              |
| Radaufhängung vorn:              | MacPherson-Federbeine, Dreieckslenker, Schraubenfedern                                                           | MacPherson-Federbeine, Dreieckslenker, Schraubenfedern                                                           | MacPherson-Federbeine, Dreieckslenker, Schraubenfedern                                                           | MacPherson-Federbeine, Dreieckslenker, Schraubenfedern                               | MacPherson-Federbeine, Dreieckslenker, Schraubenfedern                               | MacPherson-Federbeine, Dreieckslenker, Schraubenfedern                               | MacPherson-Federbeine, Dreieckslenker, Schraubenfedern                               | MacPherson-Federbeine, Dreieckslenker, Schraubenfedern                               |
| Radaufhängung hinten:            | Verbundlenkerachse, Schraubenfedern                                                                              | Verbundlenkerachse, Schraubenfedern                                                                              | Verbundlenkerachse, Schraubenfedern                                                                              | Verbundlenkerachse, Schraubenfedern                                                  | Verbundlenkerachse, Schraubenfedern                                                  | Verbundlenkerachse, Schraubenfedern                                                  | Verbundlenkerachse, Schraubenfedern                                                  | Verbundlenkerachse, Schraubenfedern                                                  |
| Karosserie:                      | Stahlblech, selbsttragend                                                                                        | Stahlblech, selbsttragend                                                                                        | Stahlblech, selbsttragend                                                                                        | Stahlblech, selbsttragend                                                            | Stahlblech, selbsttragend                                                            | Stahlblech, selbsttragend                                                            | Stahlblech, selbsttragend                                                            | Stahlblech, selbsttragend                                                            |
| Spurweite vorn/hinten:           | 1392–1406/1376–1385 mm                                                                                           | 1392–1406/1376–1385 mm                                                                                           | 1392–1406/1376–1385 mm                                                                                           | 1392–1406/1376–1385 mm                                                               | 1392–1406/1376–1385 mm                                                               | 1392–1406/1376–1385 mm                                                               | 1392–1406/1376–1385 mm                                                               | 1392–1406/1376–1385 mm                                                               |
| Radstand:                        | 2446 mm | 2446 mm | 2446 mm | 2446 mm                                                                              | 2446 mm                                                                              | 2446 mm                                                                              | 2446 mm                                                                              | 2446 mm                                                                              |
| Länge:                           | 3743–3801 mm | 3743–3801 mm | 3743–3801 mm | 3743–3801 mm                                                                         | 3743–3801 mm                                                                         | 3743–3801 mm                                                                         | 3743–3801 mm                                                                         | 3743–3801 mm                                                                         |
| Leergewicht:                     | 825–995 kg | 825–995 kg | 825–995 kg | 825–995 kg                                                                           | 825–995 kg                                                                           | 825–995 kg                                                                           | 825–995 kg                                                                           | 825–995 kg                                                                           |
| Höchstgeschwindigkeit:           | 149 km/h | 143 km/h | 153 km/h | 162 km/h                                                                             | 164 km/h                                                                             | 167 km/h                                                                             | 187 km/h                                                                             | 205 km/h                                                                             |
| Beschleunigung 0–100 km/h:       | 16,7 s | 18,1 s | 14,7 s | 13,0 s                                                                               | 12,5 s                                                                               | 12,2 s                                                                               | 10,1 s                                                                               | 8,2 s                                                                                |
| Verbrauch (Liter/100 Kilometer): | 6,1–6,2 S | 6,1–6,2 S | 6,4 S | 6,9 S                                                                                | 6,9 S                                                                                | 6,9 S                                                                                | 8,1 S                                                                                | 8,6 S                                                                                |

#### 16V- und Diesel-Motoren
|                                  | 1.6i 16V                                                                                   | 1.8i 16V S                                                                                 | XR2i 16V                                                                                   | 1.8 D                                                               |                       |
| -------------------------------- | ------------------------------------------------------------------------------------------ | ------------------------------------------------------------------------------------------ | ------------------------------------------------------------------------------------------ | ------------------------------------------------------------------- | --------------------- |
| Bauzeitraum:                     | 01/1994–07/1995                                                                            | 03/1992–12/1994                                                                            | 03/1992–12/1994                                                                            | 02/1989–08/1996                                                     |                       |
| Motor:                           | 4-Zylinder-Reihenmotor (Viertakt)                                                          | 4-Zylinder-Reihenmotor (Viertakt)                                                          | 4-Zylinder-Reihenmotor (Viertakt)                                                          | 4-Zylinder-Reihenmotor (Viertakt)                                   |                       |
| Hubraum:                         | 1597 cm³                                                                                   | 1796 cm³                                                                                   | 1796 cm³                                                                                   | 1753 cm³                                                            |                       |
| Bohrung × Hub:                   | 76 × 88 mm                                                                                 | 80,6 × 88 mm                                                                               | 80,6 × 88 mm                                                                               | 82,5 × 82 mm                                                        |                       |
| Leistung bei 1/min:              | 65 kW (88 PS) 5250                                                                         | 77 kW (105 PS) 5500                                                                        | 96 kW (130 PS) 6250                                                                        | 44 kW (60 PS) 4800                                                  |                       |
| Max. Drehmoment bei 1/min:       | 130 Nm 3000                                                                                | 153 Nm 4000                                                                                | 162 Nm 4500                                                                                | 110 Nm 2500                                                         |                       |
| Gemischaufbereitung:             | Multi-Point-Einspritzung                                                                   | Multi-Point-Einspritzung                                                                   | Multi-Point-Einspritzung                                                                   | Diesel-Einspritzpumpe                                               | Diesel-Einspritzpumpe |
| Ventilsteuerung:                 | Zetec-E (zwei obenliegende Nockenwellen, hydr. Tassenstößel, hängende Ventile, Zahnriemen) | Zetec-E (zwei obenliegende Nockenwellen, hydr. Tassenstößel, hängende Ventile, Zahnriemen) | Zetec-E (zwei obenliegende Nockenwellen, hydr. Tassenstößel, hängende Ventile, Zahnriemen) | OHC Diesel (hängende Ventile, obenliegende Nockenwelle, Zahnriemen) |                       |
| Kühlung:                         | Wasserkühlung                                                                              | Wasserkühlung                                                                              | Wasserkühlung                                                                              | Wasserkühlung                                                       |                       |
| Getriebe:                        | 5-Gang-Getriebe                                                                            | 5-Gang-Getriebe                                                                            | 5-Gang-Getriebe                                                                            | 5-Gang-Getriebe                                                     |                       |
| Radaufhängung vorn:              | MacPherson-Federbeine, Dreieckslenker, Schraubenfedern                                     | MacPherson-Federbeine, Dreieckslenker, Schraubenfedern                                     | MacPherson-Federbeine, Dreieckslenker, Schraubenfedern                                     | MacPherson-Federbeine, Dreieckslenker, Schraubenfedern              |                       |
| Radaufhängung hinten:            | Verbundlenkerachse, Schraubenfedern                                                        | Verbundlenkerachse, Schraubenfedern                                                        | Verbundlenkerachse, Schraubenfedern                                                        | Verbundlenkerachse, Schraubenfedern                                 |                       |
| Karosserie:                      | Stahlblech, selbsttragend                                                                  | Stahlblech, selbsttragend                                                                  | Stahlblech, selbsttragend                                                                  | Stahlblech, selbsttragend                                           |                       |
| Spurweite vorn/hinten:           | 1392–1406/1376–1385 mm                                                                     | 1392–1406/1376–1385 mm                                                                     | 1392–1406/1376–1385 mm                                                                     | 1392–1406/1376–1385 mm                                              |                       |
| Radstand:                        | 2446 mm                                                                                    | 2446 mm                                                                                    | 2446 mm                                                                                    | 2446 mm                                                             |                       |
| Länge:                           | 3743–3801 mm                                                                               | 3743–3801 mm                                                                               | 3743–3801 mm                                                                               | 3743–3801 mm                                                        |                       |
| Leergewicht:                     | 825–995 kg                                                                                 | 825–995 kg                                                                                 | 825–995 kg                                                                                 | 825–995 kg                                                          |                       |
| Höchstgeschwindigkeit:           | 177 km/h                                                                                   | 182 km/h                                                                                   | 200 km/h                                                                                   | 152 km/h                                                            |                       |
| Beschleunigung 0–100 km/h:       | 11,1 s                                                                                     | 9,5 s                                                                                      | 8,5 s                                                                                      | 16 s                                                                |                       |
| Verbrauch (Liter/100 Kilometer): | 7,8 S                                                                                      | 7,7–8,0 S                                                                                  | 7,7–8,0 S                                                                                  | 5,4 D                                                               |                       |

## Motorsport
Der Ford Fiesta Mixed-Cup war angelehnt an den Ladies-Cup, der mit den beiden Vorgängermodellen durchgeführt wurde. Im Mixed-Cup bildeten nun eine Frau und ein Mann ein Team, das gemeinsam im gleichen Fahrzeug an den Start ging. Die Anschaffungskosten für einen rennfertigen XR2i wurden bewusst niedrig gehalten, um insbesondere den Nachwuchs im Motorsport zu fördern, weshalb auch das Höchstalter auf 55 Jahre beschränkt war. Mit bis zu 50 Autos pro Lauf war der Mixed-Cup eine der bestbesetzten Rennserien überhaupt. Die Rennen wurden wie bereits im Ladies-Cup in der Regel im Rahmen der Rennen der DTM ausgetragen.

## Studien
Erwähnenswert sind zwei Studien: der viertürige Fiesta Urba und der Fiesta Bebop, eine Pickup-Version.
Der Urba war als Stadtauto konzipiert und wurde auf dem Genfer Auto-Salon 1989 vorgestellt. Er hatte eine elektronische Einparkhilfe, integrierten Garagentoröffner, einen Minikühlschrank und auf der Beifahrerseite zwei Türen, auf der Fahrerseite nur eine. Dies sollte verhindern, dass auf der Rückbank sitzende Kinder beim Parken am Straßenrand zur Straße hin aussteigen. Dazu sollte eine auffallende gelbe Lackierung dafür sorgen, dass das Fahrzeug besser gesehen wird.

## Trivia

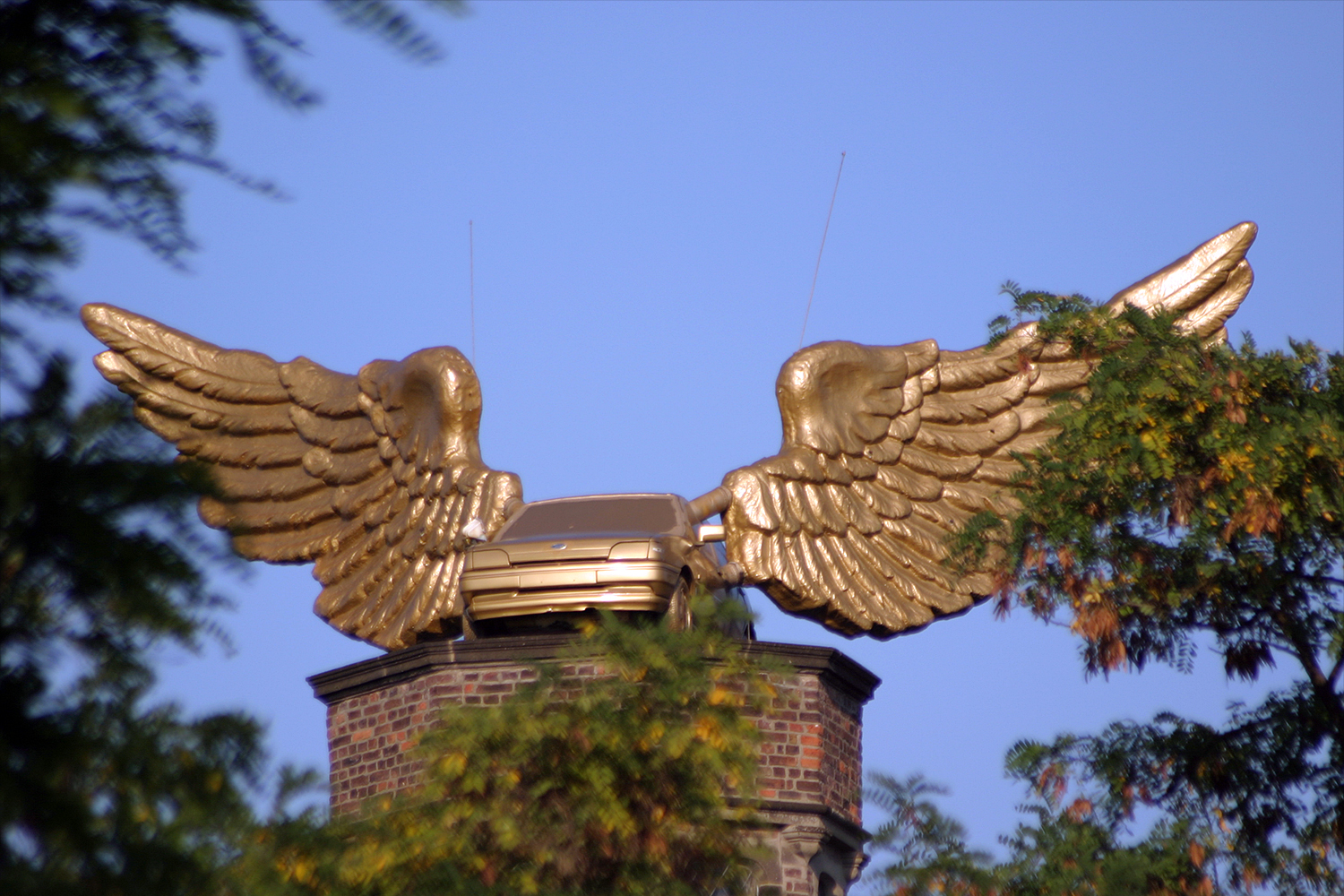
Flügelauto

Die dritte Baureihe des Ford Fiesta war die Vorlage für das Flügelauto, das sich auf dem Dach des Kölnischen Stadtmuseums befindet. Dieses Kunstwerk von HA Schult entstand 1991 im Rahmen der Aktion „Fetisch Auto“ in Köln. Der frühere Kölner Regierungspräsident Franz-Josef Antwerpes verlangte unter Hinweis auf den Denkmalschutz die Entfernung des Autos, aber das zuständige Ministerium duldete einen (bis heute andauernden) „vorübergehenden“ Verbleib des Gegenstandes.
Auf Basis dieses Fiesta-Modells entstanden bei der Fa. Sollath in Egelsbach 65 Cabrio-Umbauten, die als Neufahrzeug dort bestellt werden konnten. Hiervon gab es zwei Verdeck-Versionen, ein kleines „Roadster“-Verdeck und ein großes „Cabrio“-Verdeck mit hinteren Seitenscheiben. Die Fahrzeuge entstanden zwischen 1991 und 1993 und basierten auf 1,1 und 1,3 Liter-Motoren.